# Distretto di Sofiïvka
Il distretto di Sofiïvka (in ucraino Софіївський район?) era un distretto dell'Ucraina, situato nell'oblast' di Dnipropetrovs'k. Il suo capoluogo era Sofiïvka. È stato soppresso con la riforma amministrativa del 2020.